# Filipe Teixeira
Filipe Andrade Teixeira, o semplicemente Filipe Teixeira (Parigi, 2 ottobre 1980), è un ex calciatore portoghese, di ruolo centrocampista.

## Carriera

### Club
Comincia la sua carriera nel Felgueiras, nella Terza divisione portoghese. Poi passa all'Istres, in Ligue 2. Nella stagione successiva viene acquistato dal Paris Saint-Germain, squadra in cui militava Ronaldinho. Nella stagione 2003-2004 passa in prestito all'Uniao Leiria, dove raggiunge i suoi connazionali Hugo Almeida e Luís Filipe. Effettuò un altro spostamento ancora in Portogallo, all'Académica de Coimbra. Il 17 luglio 2007 si trasferì al West Bromwich, firmando un contratto triennale. Segna il suo primo gol con il West Brom il 1º settembre 2007, in West Bromwich-Barnsley (2-0).

### Nazionale
Ha giocato nelle nazionali giovanili portoghesi Under-18 ed Under-21.

## Statistiche

### Presenze e reti nei club
Statistiche aggiornate al 22 febbraio 2018.
| Stagione                   | Squadra                    | Campionato                 | Campionato | Campionato | Coppe nazionali | Coppe nazionali | Coppe nazionali | Coppe continentali | Coppe continentali | Coppe continentali | Altre coppe | Altre coppe | Altre coppe | Totale | Totale |
| Stagione                   | Squadra                    | Comp                       | Pres       | Reti       | Comp            | Pres            | Reti            | Comp               | Pres               | Reti               | Comp        | Pres        | Reti        | Pres   | Reti   |
| -------------------------- | -------------------------- | -------------------------- | ---------- | ---------- | --------------- | --------------- | --------------- | ------------------ | ------------------ | ------------------ | ----------- | ----------- | ----------- | ------ | ------ |
| 1998-1999                  | Felgueiras                 | SL                         | 27         | 2          | CP              | 2               | 1               | -                  | -                  | -                  | -           | -           | -           | 29     | 3      |
| 1999-2000                  | Felgueiras                 | SL                         | 27         | 5          | CP              | 3               | 0               | -                  | -                  | -                  | -           | -           | -           | 30     | 5      |
| 2000-2001                  | Felgueiras                 | SL                         | 29         | 9          | CP              | 2               | 1               | -                  | -                  | -                  | -           | -           | -           | 31     | 10     |
| Totale Felgueiras          | Totale Felgueiras          | Totale Felgueiras          | 83         | 16         |                 | 7               | 2               |                    | -                  | -                  |             | -           | -           | 90     | 18     |
| 2001-2002                  | Istres                     | D2                         | 16         | 2          | CF+CdL          | 0               | 0               | -                  | -                  | -                  | -           | -           | -           | 16     | 2      |
| 2002-2003                  | Paris Saint-Germain        | L1                         | 8          | 0          | CF+CdL          | 1+0             | 0               | CU                 | 3                  | 0                  | -           | -           | -           | 12     | 0      |
| 2003-2004                  | União Leiria               | PL                         | 20         | 0          | CP              | 2               | 0               | -                  | -                  | -                  | -           | -           | -           | 22     | 0      |
| 2004-2005                  | Paris Saint-Germain        | L1                         | 10         | 0          | CF+CdL          | 2+1             | 1+0             | UCL                | 0                  | 0                  | SF          | 0           | 0           | 13     | 1      |
| Totale Paris Saint-Germain | Totale Paris Saint-Germain | Totale Paris Saint-Germain | 18         | 0          |                 | 4               | 1               |                    | 3                  | 0                  |             | 0           | 0           | 25     | 1      |
| 2005-2006                  | Académica                  | PL                         | 30         | 3          | CP              | 1               | 0               | -                  | -                  | -                  | -           | -           | -           | 31     | 3      |
| 2006-2007                  | Académica                  | PL                         | 29         | 1          | CP              | 3               | 0               | -                  | -                  | -                  | -           | -           | -           | 32     | 1      |
| Totale West Bromwich       | Totale West Bromwich       | Totale West Bromwich       | 59         | 4          |                 | 4               | 0               |                    | -                  | -                  |             | -           | -           | 63     | 4      |
| 2007-2008                  | West Bromwich              | FLC                        | 30         | 5          | FACup+CdL       | 4+3             | 0               | -                  | -                  | -                  | -           | -           | -           | 37     | 5      |
| 2008-2009                  | West Bromwich              | PL                         | 10         | 0          | FACup+CdL       | 3+0             | 0               | -                  | -                  | -                  | -           | -           | -           | 13     | 0      |
| 2009-gen. 2010             | West Bromwich              | FLC                        | 9          | 0          | FACup+CdL       | 1+2             | 0               | -                  | -                  | -                  | -           | -           | -           | 11     | 0      |
| Totale West Bromwich       | Totale West Bromwich       | Totale West Bromwich       | 49         | 5          |                 | 13              | 0               |                    | -                  | -                  |             | -           | -           | 62     | 5      |
| gen.-giu. 2010             | Barnsley                   | FLC                        | 14         | 0          | FACup+CdL       | -               | -               | -                  | -                  | -                  | -           | -           | -           | 14     | 0      |
| 2010-gen. 2011             | Metalurh Donec'k           | PL                         | 7          | 0          | KU              | 0               | 0               | -                  | -                  | -                  | -           | -           | -           | 7      | 0      |
| gen.-giu. 2011             | Brașov                     | Liga I                     | 12         | 1          | CR              | 1               | 0               | -                  | -                  | -                  | -           | -           | -           | 13     | 1      |
| 2011-2012                  | Rapid Bucarest             | Liga I                     | 25         | 4          | CR              | 5               | 0               | UEL                | 5                  | 1                  | -           | -           | -           | 35     | 5      |
| 2012-gen. 2013             | Rapid Bucarest             | Liga I                     | 15         | 2          | CR              | 2               | 0               | UEL                | 4                  | 1                  | -           | -           | -           | 21     | 3      |
| Totale Rapid Bucarest      | Totale Rapid Bucarest      | Totale Rapid Bucarest      | 40         | 6          |                 | 7               | 0               |                    | 9                  | 2                  |             | -           | -           | 56     | 8      |
| gen.-giu. 2013             | Al-Shaab                   | PL                         | 12         | 0          | EEC             | 1               | 0               | -                  | -                  | -                  | -           | -           | -           | 13     | 0      |
| 2013-2014                  | Petrolul Ploiești          | Liga I                     | 29         | 7          | CR              | 5               | 0               | UEL                | 5                  | 0                  | SR          | 1           | 0           | 40     | 7      |
| 2014-2015                  | Petrolul Ploiești          | Liga I                     | 20         | 8          | CR+CdL          | 3+0             | 0               | UEL                | 6                  | 2                  | -           | -           | -           | 29     | 10     |
| Totale Petrolul Ploiești   | Totale Petrolul Ploiești   | Totale Petrolul Ploiești   | 49         | 15         |                 | 8               | 0               |                    | 11                 | 2                  |             | 1           | 0           | 69     | 17     |
| 2015-2016                  | Astra Giurgiu              | Liga I                     | 18+8       | 2+2        | CR+CdL          | 2+3             | 0+1             | UEL                | 4                  | 0                  | -           | -           | -           | 35     | 5      |
| 2016-2017                  | Astra Giurgiu              | Liga I                     | 22+6       | 4          | CR+CdL          | 4+1             | 0               | UCL+UEL            | 2+9                | 1+1                | SR          | 1           | 0           | 45     | 6      |
| Totale Astra Giurgiu       | Totale Astra Giurgiu       | Totale Astra Giurgiu       | 40+14      | 6+2        |                 | 10              | 1               |                    | 15                 | 2                  |             | 1           | 0           | 80     | 11     |
| 2017-2018                  | Steaua Bucarest            | Liga I                     | 17         | 2          | CR              | 0               | 0               | UCL+UEL            | 4+5                | 2+0                | -           | -           | -           | 26     | 4      |
| Totale carriera            | Totale carriera            | Totale carriera            | 450        | 59         |                 | 57              | 4               |                    | 47                 | 8                  |             | 2           | 0           | 556    | 71     |

## Palmarès

### Club

#### Competizioni nazionali
- Coppa di Francia: 1

Paris SG: 2003-2004
- Football League Championship: 1

West Bromwich: 2007-2008
- Campionato rumeno: 1

Astra Giurgiu: 2015-2016
- Supercoppa di Romania: 1

Astra Giurgiu: 2016

### Nazionale
- Campionato d'Europa Under-18: 1

Svezia 1999